# كوستيانتين كرافشينكو
كوستيانتين كرافشينكو (بالأوكرانية: Кравченко Костянтин Сергійович)‏ هو لاعب كرة قدم أوكراني في مركز الهجوم، ولد في 24 سبتمبر 1986 في دنيبرو في أوكرانيا. شارك مع منتخب أوكرانيا تحت 16 سنة لكرة القدم ومنتخب أوكرانيا تحت 17 سنة لكرة القدم ومنتخب أوكرانيا تحت 18 سنة لكرة القدم ومنتخب أوكرانيا تحت 19 سنة لكرة القدم ومنتخب أوكرانيا تحت 21 سنة لكرة القدم. أما مع النوادي، فقد لعب مع شاختار دونيتسك ونادي إيليتشيفيتس ماريوبول ونادي دنيبرو دنيبروبتروفسك ونادي سبارتاكس يورمالا ونادي كارباتي لفيف.

## وصلات خارجية
- كوستيانتين كرافشينكو على موقع اتحاد أوكرانيا (الإنجليزية)
- كوستيانتين كرافشينكو على موقع قاعدة بيانات كرة القدم.إي يو (الإنجليزية)
- كوستيانتين كرافشينكو على موقع ناشيونال فوتبول تيمز (الإنجليزية)
- كوستيانتين كرافشينكو على موقع Soccerway.com (الإنجليزية)